# Anolis oporinus
Anolis oporinus är en ödleart som beskrevs av  Garrido och HEDGES 200. Anolis oporinus ingår i släktet anolisar, och familjen Polychrotidae. Inga underarter finns listade i Catalogue of Life.